# Dalton (Minnesota)

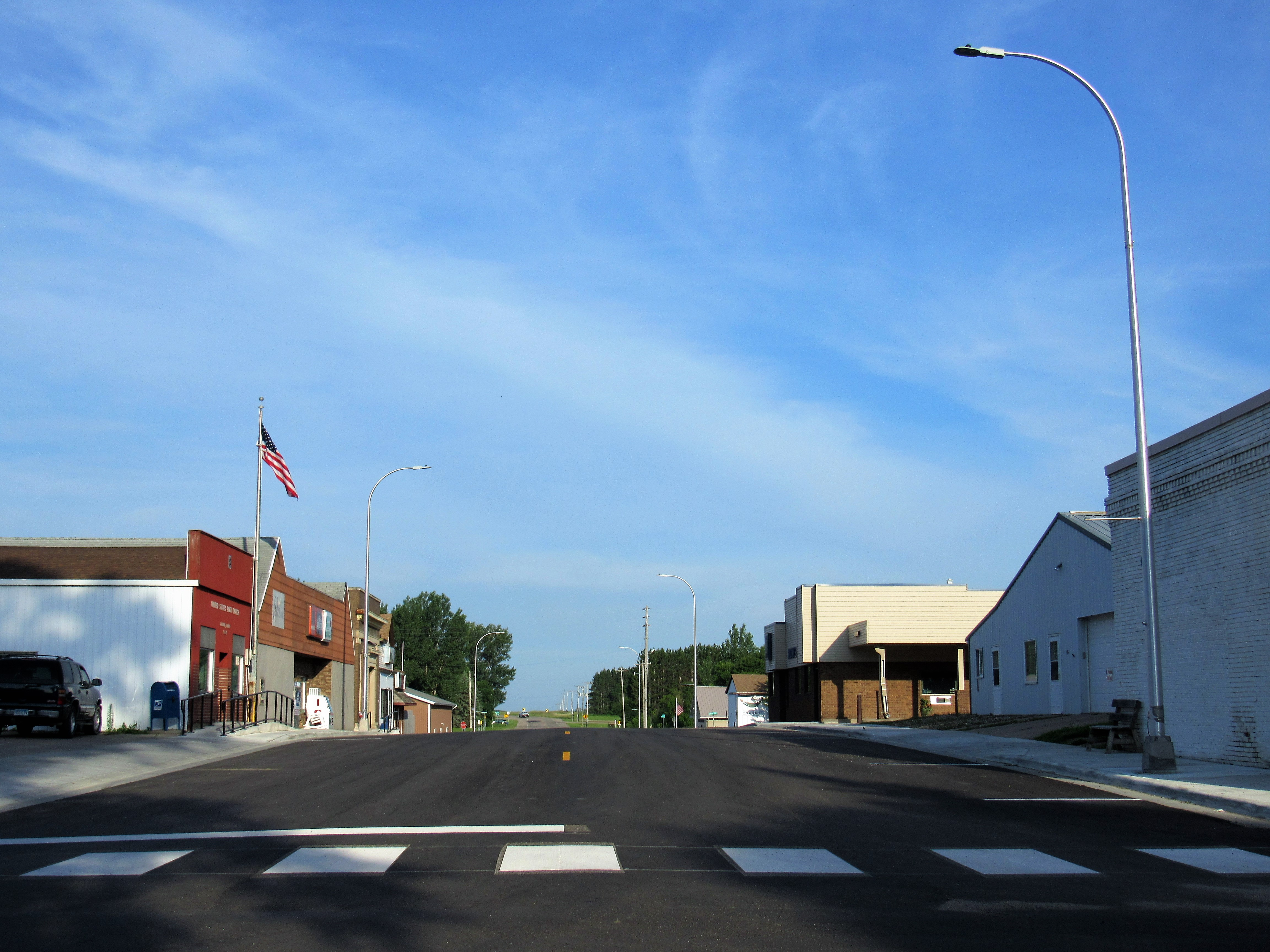

Pour les articles homonymes, voir Dalton.
Dalton est une ville américaine située dans le Comté d'Otter Tail, dans le Minnesota. Selon le recensement de 2010, sa population est de 253 habitants.